# 1868 au Canada
Pour un article plus général, voir Chronologie du Canada.
Cet article traite des événements qui se sont produits durant l'année 1868 au Canada.

## Événements

### Politique

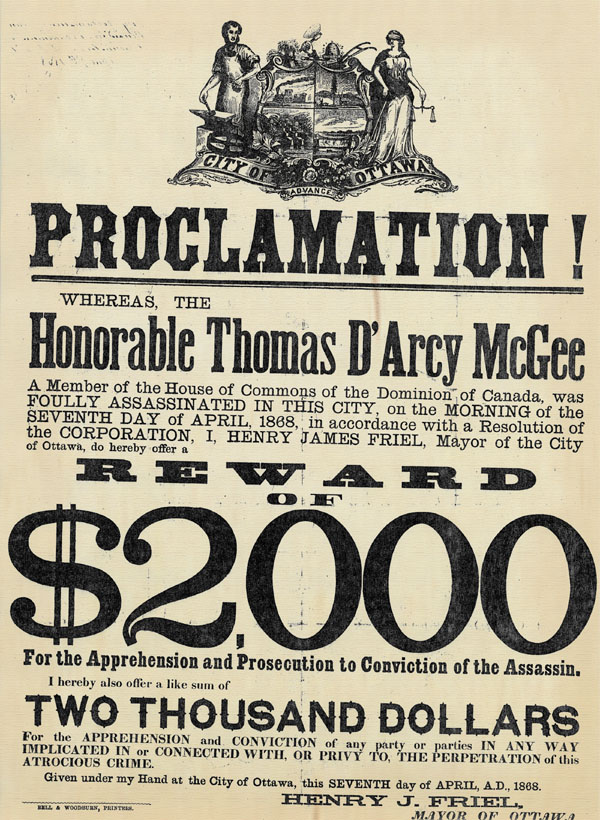
affiche recherchant le coupable de l'assassinat de D'Arcy McGee

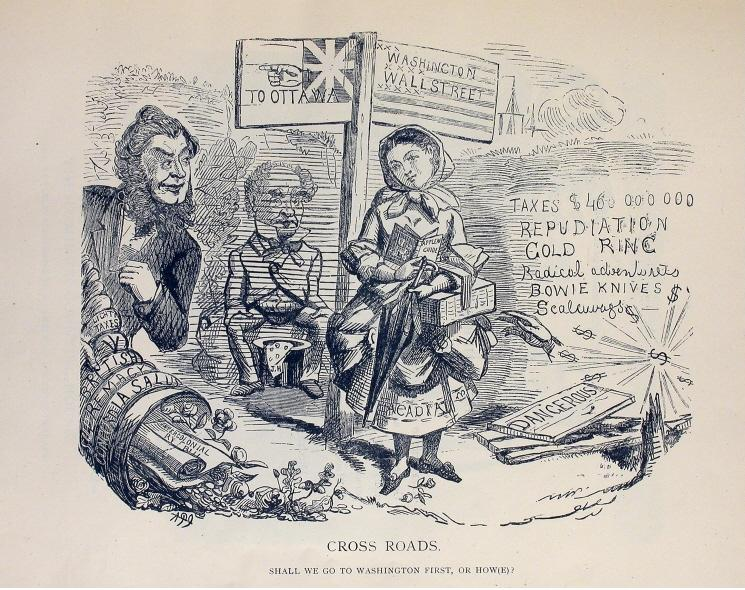
Croisés des chemins en Nouvelle-Écosse

- 7 avril : le député canadien Thomas D'Arcy McGee, partisan de la confédération, est assassiné à Ottawa, en Ontario, par un Fenian irlandais, Patrick J. Whelan.
- 26 mai : les Armoiries du Québec, les Armoiries de l'Ontario et les Armoiries du Nouveau-Brunswick sont octroyés.
- Louis Riel retourne dans la région de la rivière rouge.
- La Compagnie de la Baie d'Hudson est d'accord pour céder la Terre de Rupert et les Territoires du Nord-Ouest au Canada.
- La Federal Militia Act est passé, créant ainsi l'armée canadienne.

### Sport
- Le Paris crew du Nouveau-Brunswick remporte le championnat en aviron pour l'Amérique à Springfield (Massachusetts).

### Économie
- 28 avril : Nazaire Dupuis ouvre un magasin qui s'appellera Dupuis Frères à Montréal.

### Science
- William Saunders fonde le journal Canadian Entomologist.

### Culture
- Fondation de l'Académie de musique du Québec. Ernest Gagnon en est son premier directeur.

### Religion
- Départ de zouaves pour les États pontificaux.

## Naissances
- 16 janvier : Octavia Ritchie.
- 16 février : John B.M. Baxter, Premier ministre du Nouveau-Brunswick.
- 14 mars : Emily Murphy, juge.
- 27 avril : James Kidd Flemming, Premier ministre du Nouveau-Brunswick.
- 1er mai : Ludger Larose, peintre canadien
- 31 mai : Victor Cavendish, 9th Duke of Devonshire, Gouverneur général.
- 8 juillet : Henry Cockshutt, Lieutenant Gouverneur de l'Ontario.
- 25 août : Arthur Puttee, politicien.
- 26 août : Charles Stewart, premier ministre de l'Alberta.
- 1er septembre : Henri Bourassa, nationaliste québécois.
- 22 septembre : Louise McKinney, féministe.
- 28 septembre : Herbert Alexander Bruce, Lieutenant Gouverneur de l'Ontario.
- 9 novembre : Marie Dressler, actrice.
- 11 décembre : William Arthur Parks, géologue.

## Décès

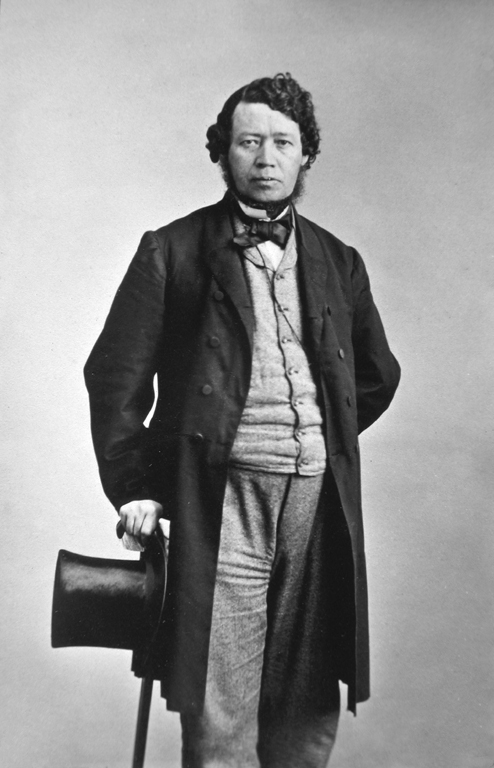
D'Arcy McGee en 1868

- 28 janvier : Edmund Walker Head, gouverneur général de la Province du Canada et lieutenant-gouverneur de l'Ontario et du Nouveau-Brunswick.
- 19 février : Sir Dominick Daly, premier ministre du Canada-Uni.
- 7 avril : Thomas D'Arcy McGee, Politicien et père de la confédération. Il fut assassiné.
- 17 octobre : Laura Secord, héroïne de la Guerre de 1812.